# وسام إيزابيلا الكاثوليكية
الوسام الملكي لإيزابيلا الكاثوليكية هو تمييز إسباني أبتدعه الملك فرناندو السابع في 14 مارس عام 1815 تحت اسم الوسام الملكي والأمريكي لإيزابيلا الكاثوليكية بغية مكافأة مقدمي الولاء لصالح ازدهار تلك الأراضي.

## تاريخ
اعُترف بالوسام عام 1847، عبر مرسوم ملكي صادر في 26 يوليو عام 1847 بمنح الوسام اسم الوسام الملكي لإيزابيلا الكاثوليكية.
اعتمدت لائحة المنح الأخيرة بموجب مرسوم ملكي صادر في عام 1998. وتكمن وظيفته الحالية في تكريم ذوي التصرفات والسلوكيات غير العادية ذات الطابع المدني، التي قام بها الإسبان والأجانب على حد سواء، لصالح الأمة أو الذين أسهموا، بشكل مميز وملموس، في تعزير علاقات الصداقة والتعاون بين الدولة الإسبانية مع بقية المجتمع الدولي.
يعتمد منح الوسام في الوقت الحالي على وزارة الشئون الخارجية الإسبانية.يعتبر ملك إسبانيا هو الممثل الأكبر للوسام، بينما المُستشار الأكبر للوسام هو وزير الشئون الخارجية. ويجب أن تحمل كل الأوسمة والمنح والتكريمات توقيع كليهما.

## الدرجات والشارات

تزين أذرع ألفونسو الثالث عشر بقلادة وعباءة الطلب.

يمكن منح الوسام للشركات والمؤسسات والأشخاص الاعتباريين والهيئات أو الكيانات العامة أو الخاصة، وفي هذه الحالة يتم منحهم ربطة العنق أو وسام الشرف.
يتكون الوسام الملكي من 9 درجات، والتي تتكون من شارات مميزة بينهما، وتحمل مرفقات علاجات مختلفة اعتمادًا على الدرجة المخصصة.
تتكون شارة أعلى درجة، طوق، من فرقة، وقلادة (يتدلى منها الصليب)، ولوحة. في حالة الصليب الأكبر، تتكون الشارة من لوحة مميزة، كما هو الحال في ضابط كبير. يتكون قائد من صليب معلق من الرقبة، على الرغم من أن السيدات قد يرتدين الصليب في القوس. تتكون شارة بقية الدرجات من صليب أو ميدالية يتم ارتداؤها على الصدر، أو في حالة السيدات، على شكل قوس.

## تصميم الوسام
| رتب الوسام الملكي لإيزابيلا الكاثوليكية | رتب الوسام الملكي لإيزابيلا الكاثوليكية | رتب الوسام الملكي لإيزابيلا الكاثوليكية | رتب الوسام الملكي لإيزابيلا الكاثوليكية | رتب الوسام الملكي لإيزابيلا الكاثوليكية | رتب الوسام الملكي لإيزابيلا الكاثوليكية | رتب الوسام الملكي لإيزابيلا الكاثوليكية | رتب الوسام الملكي لإيزابيلا الكاثوليكية | رتب الوسام الملكي لإيزابيلا الكاثوليكية | رتب الوسام الملكي لإيزابيلا الكاثوليكية | رتب الوسام الملكي لإيزابيلا الكاثوليكية |
| --------------------------------------- | --------------------------------------- | --------------------------------------- | --------------------------------------- | --------------------------------------- | --------------------------------------- | --------------------------------------- | --------------------------------------- | --------------------------------------- | --------------------------------------- | --------------------------------------- |
| رتبة                                    | رتبة                                    | ميدالية برونزية                         | ميدالية فضية                            | الصليب الفضي                            | فارس                                    | ضابط                                    | قائد                                    | ضابط كبير                               | الصليب الكبير                           | قلادة                                   |
| المعاملة                                | المعاملة                                | معالي أو معالي السيد أو معالي السيدة    | معالي أو معالي السيد أو معالي السيدة    | معالي أو معالي السيد أو معالي السيدة    | معالي أو معالي السيد أو معالي السيدة    | معالي أو معالي السيد أو معالي السيدة    | معالي أو معالي السيد أو معالي السيدة    |                                         | معالي السيد أو معالي السيدة             | معالي السيد أو معالي السيدة             |
| الشريط                                  |                                         |                                         |                                         |                                         |                                         |                                         |                                         |                                         |                                         |                                         |
| شارة                                    | ذكور                                    |                                         |                                         |                                         |                                         |                                         |                                         |                                         |                                         |                                         |
| شارة                                    | إناث (اختياري)                          |                                         |                                         |                                         |                                         |                                         |                                         |                                         |                                         |                                         |

## الحاصلون/ات على وسام إيزابيلا الكاثوليكية
2023
القلادة
- غوستافو بيترو: رئيس كولومبيا.

الصليب الكبير
- فريدريك ولي عهد الدنمارك.
- ماري أميرة الدنمارك.
- نانسي بيلوسي: رئيسة مجلس النواب الأمريكي.
- كونشا فيلاسكو: ممثلة ومغنية إسبانية.